# Алишан, Гевонд
Гевонд Алиша́н (арм. Ղեւոնդ Ալիշան; настоящее имя — Керовбе Алишанян; 6 [18] июля 1820, Константинополь — 9 ноября 1901, Венеция) — крупный арменовед, этнолог, ученый, поэт. Член католической конгрегации мхитаристов (Венеция).

## Биография
Керовпе Алишан родился 6 (18) июля 1820 года в семье учёного-нумизмата, в Константинополе.

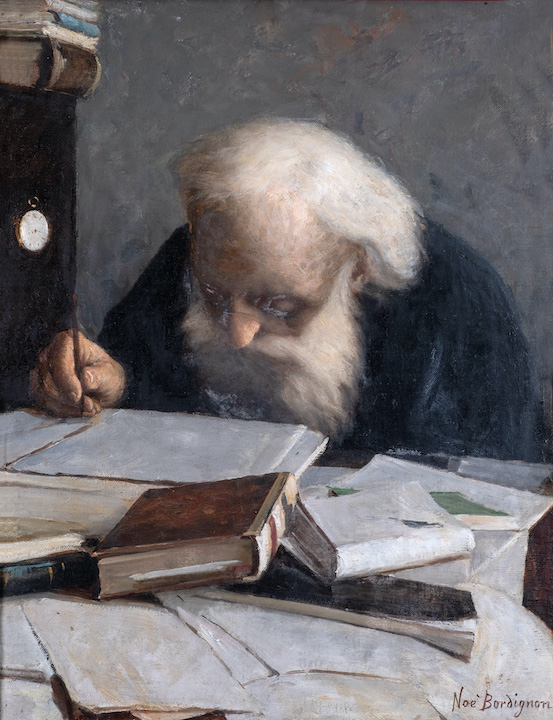
Портрет Алишана. Худ. Ноэ Бординьон

Проучившись два года в местной армянской католической начальной школе, Керовпе в возрасте восьми лет был привезён в Венецию, где обучался в школе мхитаристов при армянском католическом монастыре Святого Лазаря. Здесь он в совершенстве изучил древнеармянский язык — грабар, а также итальянский, английский, немецкий, французский, приобрёл обширные знания по истории, географии, филологии. Школу Керовпе окончил в необыкновенно короткий срок. В 14-летнем возрасте принял иноческий сан и переименовался в Гевонда (в честь героя национально-освободительной борьбы армянского народа 451 года — Аварайрской битвы). Будучи ещё учеником семинарии, Алишан стал членом арменоведческой конгрегации мхитаристов. Сразу же по завершении учёбы был назначен учителем той же школы.
7 июня 1840 года Гевонд Алишан был рукоположён в сан священника и назначен учителем, а вскоре — инспектором армянского колледжа Мурадян в Париже. В 1870 году колледж Мурадян был переведён из Парижа в Венецию, — и Гевонд вернулся в монастырь Святого Лазаря, где прожил почти всю жизнь. С 1849 по 1855 год Алишан был главным редактором периодического органа мхитаристов Венеции — журнала «Базмавеп».
"Алишан исполнял разные монастырское должности, по долгу, и хотя неоднократно, при выборах генерального аббата ордена мхитаристов, кандидатура его была выдвигаема, он всегда отказывался, оставаясь простым монахом.
С 1830-х годов Алишан начал проявлять серьёзный интерес к различным областям арменоведения. В библиотеках, музеях, книгохранилищах разных городов Западной Европы он изучал армянские рукописи, обнаруживая многочисленные ценные материалы, связанные с историей и культурой армянского народа. Алишан — автор капитальных трудов по армянской истории, этнографии, географии, культуре, многие из которых переведены на итальянский, английский, французский, немецкий языки.
Призывая армян «с оружием в руках» освободить свою Родину и путем борьбы обрести собственную свободу и независимость, Алишан представлял себе будущее общественно-политическое устройство Армении как просвещенную монархию.

## Научные труды
- «Политическая география»;
- «Древние верования армян»;

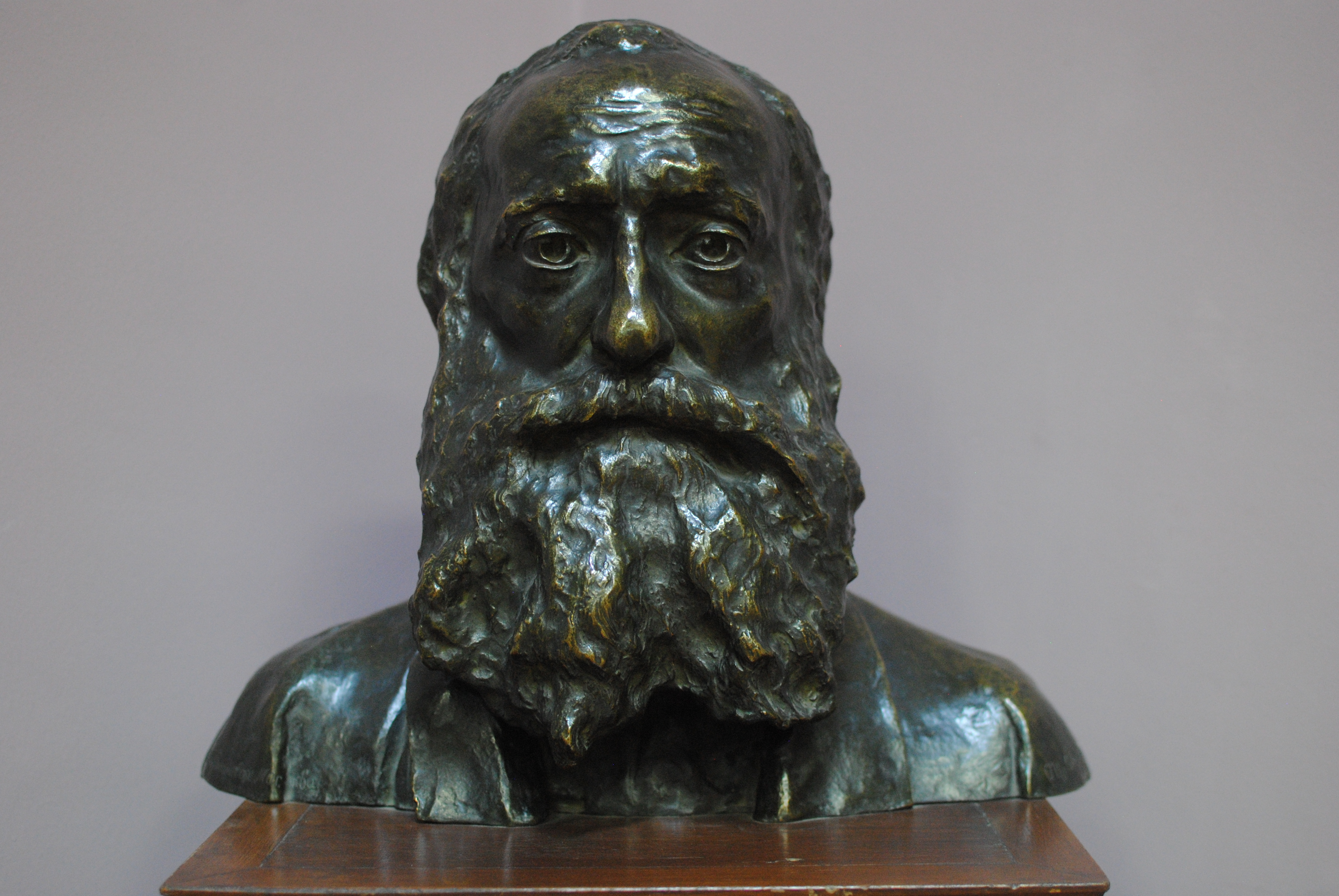
Бюст Алишана работы Андриаса Тер-Марукяна в Национальной картинной галерее Армении

- «Шнорали и проблемы его творчества»;
- «Флора Армении»;
- «Сказания об Армении»;
- «Сисван»[6];
- «Сисакан»[7];
- «Айрарат»[8];
- «Армения и Венеция в XIII—XIV и XV—XVI веках» и т. д.

Как учёный Алишан приобрел общеевропейскую известность. В 1866 году он был награждён орденом Почётного легиона, являлся членом Итальянского Азиатского общества, Московского Археологического общества, С.-Петербургского Общества любителей русской словесности, Йенской Академии философии и др.
Первые поэтические опыты Алишана относятся к 1830-м годам. Начал печататься с 1844 года в журнале «Базмавеп». Основное поэтическое наследие Алишана собрано в 5-ти томах, вышедших в свет в Венеции в 1857—1858 годах. Все стихотворные произведения в нём написаны на грабаре, объединённые в тематические циклы под общим названием «Напевы».

## Поэтический сборник «Напевы»
- Том I — «О детстве»;

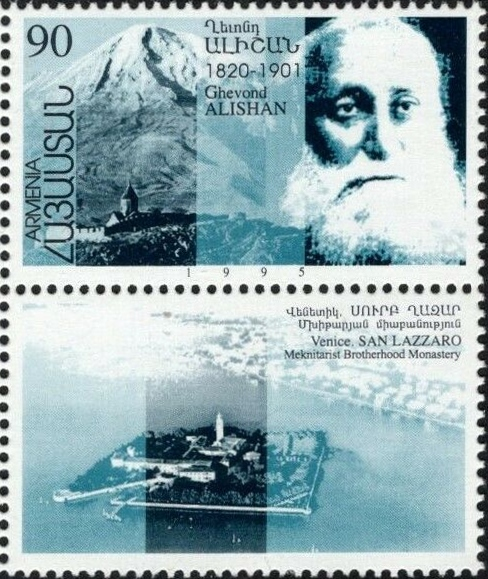
Марка Армении с изображением Алишана Гевонда

- том II — «О желаниях. О размышлениях. О природе»;
- том III — «Об отечестве»;
- том IV — «О Господе»;
- том V — «О печалях».

Стихи Алишана, написанные на грабаре, отличаются широтой тематики, многообразием форм и размеров, а также лексическим богатством и представляют собой заметное явление в общем потоке художественного творчества мхитаристов. Однако они не выходят за рамки тематических, жанровых и формальных признаков поэзии армянского классицизма, следуя обязательным рационалистическим канонам этой школы.
В поэме «Шаваршанова лилия» тепло и лирично излагается предание времён проникновения в Армению христианства (II—IV вв.), о мученичестве девы Сандухт. Алишан первым внёс в армянскую литературу принцип поэтического цикла и культуру исторической и языковой стилизации.
Алишан, кроме множества поэм и стихотворений, писал и прозу; наиболее известен его роман «Воспоминания о родине армянской» (1869—1870). Перевёл на английский язык армянские народные песни, а на армянский — произведения Байрона, Грея, Мильтона, Лонгфелло и др., издав сборники «Антология английских поэтов», «Американская лира».
Гевонд Алишан скончался 9 ноября 1901 года в Венеции на острове Святого Лазаря.

## О нём
«Я заранее предвкушал радость от свидания с нашим любимым Алишаном. Для нас, людей 90-х годов, имя его имело огромную притягательную силу. Мы знали наизусть чудесные стихотворения Патриарха: „Раздан“, „Соловей Аварайрский“, „Весна настала, армянский мирянин“, они были украшением наших учебников, мы с большим воодушевлением читали их на праздниках и вечерах.

К книгам его мы относились с тем почтением, которое внушает абсолютный авторитет. С помощью его географических трудов „Айрарат“, „Ширак“, „Сисакан“ мы познавали Армению и подобно ему, ещё не видя заветных мест, уже любили родину неизъяснимой любовью (Аветик Исаакян)»

### Франкоязычные сочинения Алишана
- Sissouan, ou l’Arméno-Cilicie / auteur(s) : Père Léonce (Ghewond) M. ALISHAN — description géographique et historique, avec cartes et illustrations, traduit du texte arménien par Georges Bayan; publié sous les auspices de son Excellence Noubar Pacha. Editeur : Pères Mekhitaristes de Venise. Année : 1899.
- Léon le Magnifique, premier roi de Sissouan ou de l’Arméno-Cilicie / auteur(s) : Père Léonce (Ghewond) M. ALISHAN — écrit par le R. P. Léonce M. Alishan, traduit par le P. Georges Bayan. Editeur : Pères Mekhitaristes de Venise. Année : 1888.
- Deux descriptions arméniennes des Lieux saints de Palestine / auteur(s): par Anastase d’Arménie et Nicolas, évêque d’Acquirmann. Année :1884.
- Schirac, canton d’Ararat, pays de la Grande Arménie / auteur(s) : Père Léonce (Ghewond) M. ALISHAN — description géographique, illustrée…Editeur : Pères Mekhitaristes de Venise. Année : 1881.
- Lettre d’Abgar, ou Histoire de la conversion des Edesséens / auteur(s): par Laboubnia, écrivain contemporain des apôtres, traduite sur la version arménienne du Ve siècle. Editeur : Pères Mekhitaristes de Venise. Année :1868.
- Etude de la patrie. Physiographie de l’Arménie / auteur(s) : Père Léonce (Ghewond) M. ALISHAN — discours prononcé le 12 août 1861, à la distribution annuelle des prix, au collège arménien Samuel Moorat, par le P. Léon M. D. Alishan. Editeur : Pères Mekhitaristes de Venise. Année : 1861.
- Le Haygh, sa période et sa fête / auteur(s) : Père Léonce (Ghewond) M. ALISHAN — discours prononcé le 11 août 1859, à la vingt-cinquième distribution annuelle des prix, au collège arménien Samuel Moorat, par le P. Léon M. D. Alishan. Editeur : Année : 1860.
- Tableau succinct de l’histoire et de la littérature de l’Arménie / auteur(s) : Père Léonce (Ghewond) M. ALISHAN — discours prononcé à la 26e distribution annuelle des prix du collège Samuel Moorat. Année : 1860.